# Алфёров, Павел Никитович
Па́вел Ники́тович Алфёров (16 февраля [1 марта] 1906, Каменское, Екатеринославская губерния — 12 марта 1971, Москва) — советский государственный и партийный деятель, первый секретарь Владимирского обкома ВКП(б) (1947—1951) и Ярославского обкома КПСС (1954—1957).

## Биография
Член ВКП(б) с 1930 года.
В 1934 году окончил Днепродзержинский металлургический институт.
С 1937 года находился на руководящей партийной работе.
- 1938 г. — уполномоченный Комиссии партийного контроля при ЦК ВКП(б) по Казахской ССР.
- 1939 г. — первый секретарь Днепродзержинского городского комитета КП(б) Украины в Днепропетровской области,
- 1939—1943 гг. — ответственный контролёр Комиссии партийного контроля при ЦК ВКП(б),
- 1943—1946 гг. — второй секретарь Саратовского областного комитета ВКП(б),

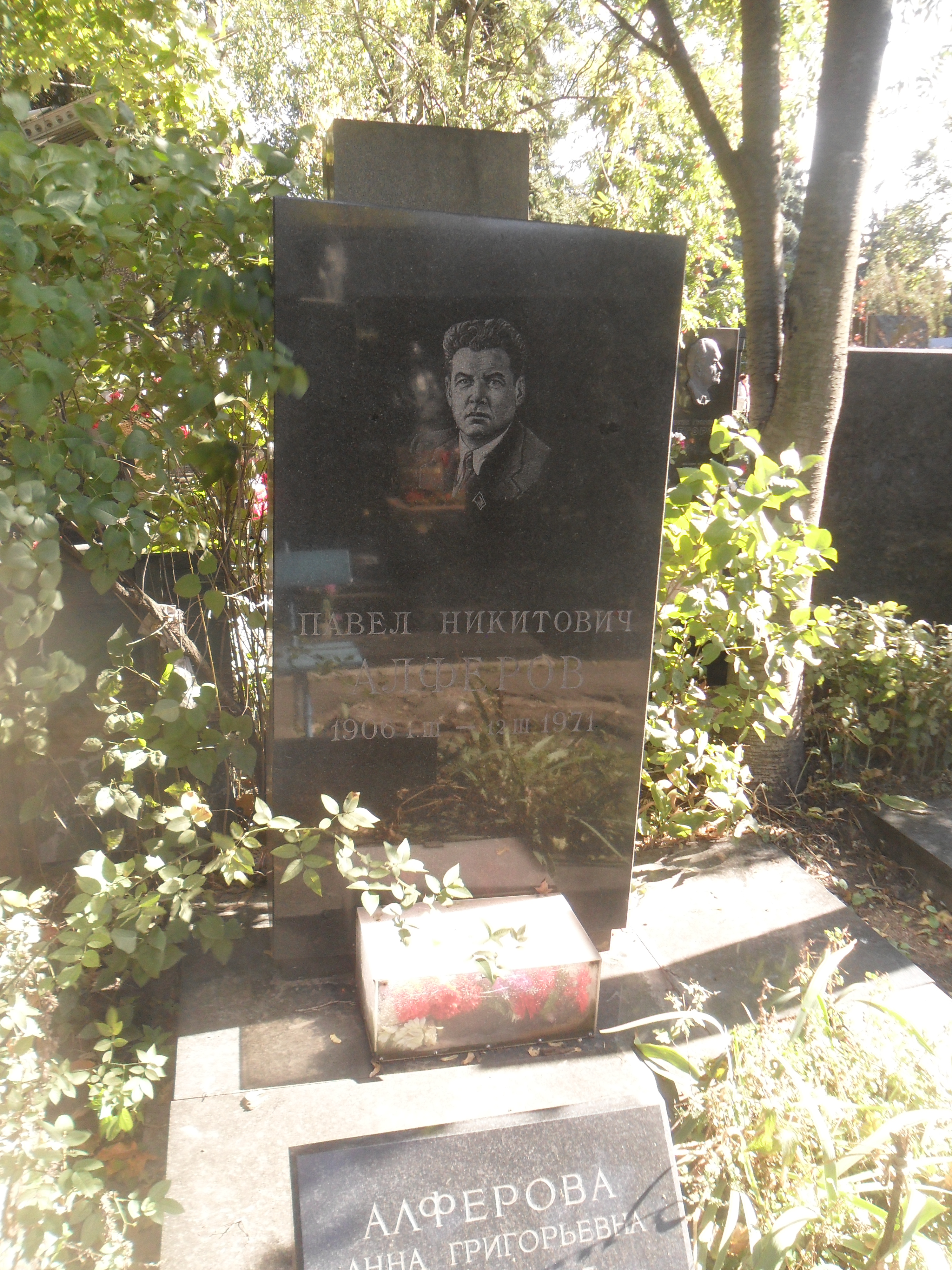
Могила Алфёрова на Новодевичьем кладбище Москвы.

- 1946—1947 гг. — заведующий отделом кадров советских органов Управления кадров ЦК ВКП(б),
- 1947—1951 гг. — первый секретарь Владимирского областного комитета ВКП(б),
- 1952—1953 гг. — второй секретарь Ульяновского областного комитета ВКП(б)/КПСС,
- 1953—1954 гг. — председатель исполнительного комитета Ульяновского областного Совета народных депутатов,
- 1954—1957 гг. — первый секретарь Ярославского областного комитета КПСС.

В 1957—1961 гг. работал членом Комитета партийного контроля при ЦК КПСС. В 1959—1961 гг. был заместителем председателя Комитета партийного контроля при ЦК КПСС.
Член ЦК КПСС (1956—1961). Депутат Верховного Совета СССР 2, 3 и 4-го созывов.
С 1961 г. — на пенсии.
Похоронен на Новодевичьем кладбище.

## Награды
- Орден Ленина (19.03.1956) — в связи с 50-летием со дня рождения и отмечая заслуги перед Советским государством
- Орден Трудового Красного Знамени (26.03.1939; 24.01.1944; 15.08.1947).